# ジェイク・アービン
ジェイコブ・デビッド・アービン（Jacob David Irvin, 1997年2月18日 - ）は、アメリカ合衆国ミネソタ州ヘネピン郡ブルーミントン出身のプロ野球選手（投手）。右投右打。MLBのワシントン・ナショナルズ所属。

## 経歴
2015年のMLBドラフト37巡目（全体1100位）でミネソタ・ツインズから指名されたが、この時は契約せずにオクラホマ大学へ進学した。
2018年のMLBドラフト4巡目（全体131位）でワシントン・ナショナルズから指名され、プロ入り。契約後、傘下のルーキー級ガルフ・コーストリーグ・ナショナルズでプロデビュー。A-級オーバーン・ダブルデイズでもプレーし、2球団合計で11試合（先発7試合）に登板して1勝0敗、防御率1.74、15奪三振を記録した。
2019年はA級ヘイガーズタウン・サンズでプレーし、25試合に先発登板して8勝8敗、防御率3.79、113奪三振を記録した。
2020年はCOVID-19の影響でマイナーリーグの試合が開催されなかったため、公式戦の登板は無かった。
2021年は右肘のトミー・ジョン手術を受けたため、シーズンを全休した。
2022年はA+級ウィルミントン・ブルーロックスとAA級ハリスバーグ・セネターズでプレーし、2球団合計で24試合に先発登板して0勝4敗、防御率3.83、107奪三振を記録した。オフの11月15日にルール・ファイブ・ドラフトでの流出を防ぐために40人枠入りした。
2023年は開幕をAAA級ロチェスター・レッドウイングスで迎え、5月3日にメジャー初昇格を果たした（報道は前日だが、3日付の公示）。同日のシカゴ・カブス戦にて先発登板でメジャーデビュー（4.1イニングを投げて勝敗付かず）。

## 選手としての特徴
速球は90mph台中盤を計測し、変化球ではカーブを決め球としている。

## 詳細情報

### 年度別投手成績
| 年 度    | 球 団    | 登 板 | 先 発 | 完 投 | 完 封 | 無 四 球 | 勝 利 | 敗 戦 | セ 丨 ブ | ホ 丨 ル ド | 勝 率 | 打 者 | 投 球 回 | 被 安 打 | 被 本 塁 打 | 与 四 球 | 敬 遠 | 与 死 球 | 奪 三 振 | 暴 投 | ボ 丨 ク | 失 点 | 自 責 点 | 防 御 率 | W H I P |
| -------- | -------- | ----- | ----- | ----- | ----- | -------- | ----- | ----- | -------- | ----------- | ----- | ----- | -------- | -------- | ----------- | -------- | ----- | -------- | -------- | ----- | -------- | ----- | -------- | -------- | ------- |
| 2023     | WSH      | 24    | 24    | 0     | 0     | 0        | 3     | 7     | 0        | 0           | .300  | 530   | 121.0    | 118      | 20          | 54       | 0     | 8        | 99       | 2     | 1        | 66    | 62       | 4.61     | 1.42    |
| MLB：1年 | MLB：1年 | 24    | 24    | 0     | 0     | 0        | 3     | 7     | 0        | 0           | .300  | 530   | 121.0    | 118      | 20          | 54       | 0     | 8        | 99       | 2     | 1        | 66    | 62       | 4.61     | 1.42    |

- 2023年度シーズン終了時

### 年度別守備成績
| 年 度 | 球 団 | 投手（P） | 投手（P） | 投手（P） | 投手（P） | 投手（P） | 投手（P） |
| 年 度 | 球 団 | 試 合     | 刺 殺     | 補 殺     | 失 策     | 併 殺     | 守 備 率  |
| ----- | ----- | --------- | --------- | --------- | --------- | --------- | --------- |
| 2023  | WSH   | 24        | 9         | 8         | 3         | 0         | .850      |
| MLB   | MLB   | 24        | 9         | 8         | 3         | 0         | .850      |

- 2023年度シーズン終了時

### 背番号
- 74（2023年）
- 27（2024年 - ）